# Jean-Michel Tchouga
Jean-Michel Tchouga (sinh ngày 20 tháng 12 năm 1978) là một cầu thủ bóng đá từ Bafoussam, Cameroon hiện tại thi đấu ở vị trí tiền đạo trung tâm for FC Giffers-Tentlingen ở 1. Liga Classic Nhóm 2.